# Brigitte Reimann
Brigitte Reimann (Burg, 21 de juliol de 1933 - Berlín Oriental, 20 de febrer de 1973) fou una escriptora alemanya.
Brigitte Reimann va néixer a Burg, en una família de classe mitjana. Des de l'escola ja mostrava talent per a l'escriptura. Després del Batxillerat, va cursar estudis de Pedagogia i va treballar com a mestra, bibliotecària i periodista. Es va casar quatre vegades i va patir un avortament que la va afectar fins a portar-la a un intent de suïcidi. Seguint les directrius de la República Democràtica Alemanya, establerts en un congrés d'escriptors a la Ciutat de Bitterfeld, segons les quals els artistes i escriptors havien de participar en la vida obrera, es va traslladar a Hoyerswerda. En aquesta ciutat industrial, Brigitte i el seu segon marit, l'escriptor i poeta Sigfried Pitschmann, van treballar en una mina de carbó. També va ser en aquesta ciutat que va escriure dues de les seves obres més destacades Ankunft im Alltag i Die Geschwister, per la qual va rebre el premi literari Heinrich Mann, el més important de la RDA.
Ja malalta de càncer de pit, es va traslladar a la ciutat de Neubrandenburg. Va ser operada el 1968 i el 1971. Va morir a Berlín el 20 de febrer de 1973, cinc mesos abans de complir els quaranta anys.Va deixar inacabada la seva gran obra, “Franziska Linkerhand”, on narra episodis inspirats en la seva pròpia vida i fa una crítica de les dificultats per a desenvolupar l'art sota els capricis de les directrius polítiques.

## Obres
- Katja. Eine Liebesgeschichte aus unseren Tagen (1953)
- Der Legionär (1955)
- Zwei schreiben eine Geschichte (1955)
- Die Frau am Pranger (1956)
- Die Kinder von Hellas (1956)
- Das Geständnis (1960)
- Ein Mann steht vor der Tür (1960)
- Ankunft im Alltag (1961)
- Sieben Scheffel Salz (1961)
- Im Kombinat (1963)
- Die Geschwister (1963)
- Das grüne Licht der Steppen (1965)
- Sonntag, den ... (1970)
- Franziska Linkerhand (incompleta, 1974)
- Das Mädchen auf der Lotosblume (incompleta, 2005)